# Wilhelm von Bismarck
Wilhelm von Bismarck, született: Wilhelm Otto Albrecht von Bismarck (Frankfurt am Main, 1852. augusztus 1. – Berlin, 1901. május 30.) gróf, hannoveri kormányelnök, Otto von Bismarck második fia, Herbert von Bismarck öccse.

## Pályája
Jog- és államtudományokat tanult, részt vett az 1870-71-iki hadjáratban mint Manteuffel segédtisztje az I. gárda-dragonyos ezredben, azután 1872 őszéig tovább folytatta iskoláit. Miután 1878-ban letette az asszesszori vizsgát, 1879 őszéig segédhivatalnok volt a birodalmi kancelláriában, majd az elzász-lotaringiai helytartó mellé neveztek ki. 1881-84-ben ismét a birodalmi kancelláriában dolgozott, azután előadó tanácsos volt az államminisztériumban. 1885-ben a hanaui kerület landratja, 1889 január havában pedig Hannover kormányelnöke lett. 1882 és 1885 között tagja volt a porosz képviselőháznak is. 1885-ben nőül vette Sybil von Arnimot.